# Aftenposten
L'Aftenposten (pronuncia norvegese: [²ɑftn̩ˌpɔstn̩], in IPA) è il maggiore quotidiano norvegese per diffusione. Ha sede a Oslo. Fu convertito a foglio elettronico in formato compatto nel marzo 2005. Aftenposten è una società privata interamente di proprietà della società Schibsted ASA. Anche il secondo quotidiano norvegese, VG, è di proprietà di Schibsted. Trine Eilertsen è la direttrice, redattrice capo e CEO dal 2020, sostituendo Espen Egil Hansen.

## Storia
Aftenposten fu fondato da Christian Schibsted il 14 maggio 1860 con il nome di Christiania Adresseblad. L'anno seguente, è stato ribattezzato Aftenposten. Dal 1885, iniziò a stampare due edizioni giornaliere. Un'edizione domenicale fu pubblicata fino al 1919 e fu reintrodotta nel 1990. L'edizione del venerdì mattina reca il supplemento A-magasinet, contenente articoli su scienza, politica e arte. Nel 1886, Aftenposten acquistò una rotativa, e fu il primo giornale norvegese a farlo.
Storicamente, Aftenposten si definiva "indipendente, conservatore", allineando maggiormente la loro piattaforma editoriale al Partito conservatore norvegese. Questo si manifestò in un brutale anticomunismo durante l'era tra le due guerre. Durante la seconda guerra mondiale, Aftenposten, a causa della sua ampia diffusione, fu sottoposto alle direttive delle autorità di occupazione tedesche e fu imposta una gestione editoriale nazista.
Aftenposten ha sede a Oslo. Verso la fine degli anni '80, Egil Sundar ha lavorato come redattore capo e tentò di trasformare il giornale in un quotidiano distribuito a livello nazionale. Tuttavia, fu costretto a dimettersi dal suo incarico a causa del suo tentativo fallito.

## Linea editoriale
L'Aftenposten ha una posizione conservatrice e ha sostenuto il partito politico Høyre fino alla rottura del sistema di stampa del partito nel paese. In seguito, il giornale si è ridefinito come indipendente di centro-destra.
I critici di destra hanno spesso sottolineato che il quotidiano sia diventato socialdemocratico dalla fine della Guerra Fredda e quindi essenzialmente politicamente allineato con la grande maggioranza della stampa norvegese.